# Ромеро, Амайя
Ама́йя Роме́ро Арби́су (исп. Amaia Romero Arbizu; род. 3 января 1999, Памплона, Испания) — испанская певица. Она получила национальное признание, когда приняла участие в девятом сезоне «Operación triunfo», где одержала победу. Амайя представила Испанию на Евровидении-2018 вместе с Альфредом Гарсия, с песней «Tu canción».

## Биография
Ромеро родилась 3 января 1999 года в Памплоне, Наварра. Она находится на последнем курсе обучения по специальности фортепиано.
В 2010 году Ромеро участвовала в детском шоу талантов «Cántame una canción» на Telecinco. В 2012 году она приняла участие в шоу талантов El Número Uno на Antena 3. но выбыла на шестой неделе.
В 2017 году Ромеро проходила прослушивание в течение девяти серий музыкального конкурса реалити-шоу Operación Triunfo. 23 октября 2017 года она была выбрана для участия в шоу «Academy». 29 января 2018 года, во время специального живого шоу «Gala Eurovisión», она была выбрана общественным голосованием, чтобы представлять Испанию на конкурсе песни Евровидение 2018 вместе с Альфредом Гарсия с песней «Tu canción». 5 февраля 2018 года Ромеро была объявлена победителем «Operación Triunfo 2017» с 46 % голосов.